# Tröpolach
Tröpolach (Sloveens: Drobolje of Dobropolje) is een dorp in het Oostenrijkse Gailtal in de gemeente Hermagor-Pressegger See.
Een kabelbaan Millennium Express bevindt zich in Tröpolach. Ook de Naßfeldpass (einde in Pontebba) start in Tröpolach. De Pfarrkirche Tröpolach werd in 1953 gebouwd en raakte in 1976 bij een aardbeving beschadigd. Hierna werd de kerk gerenoveerd.

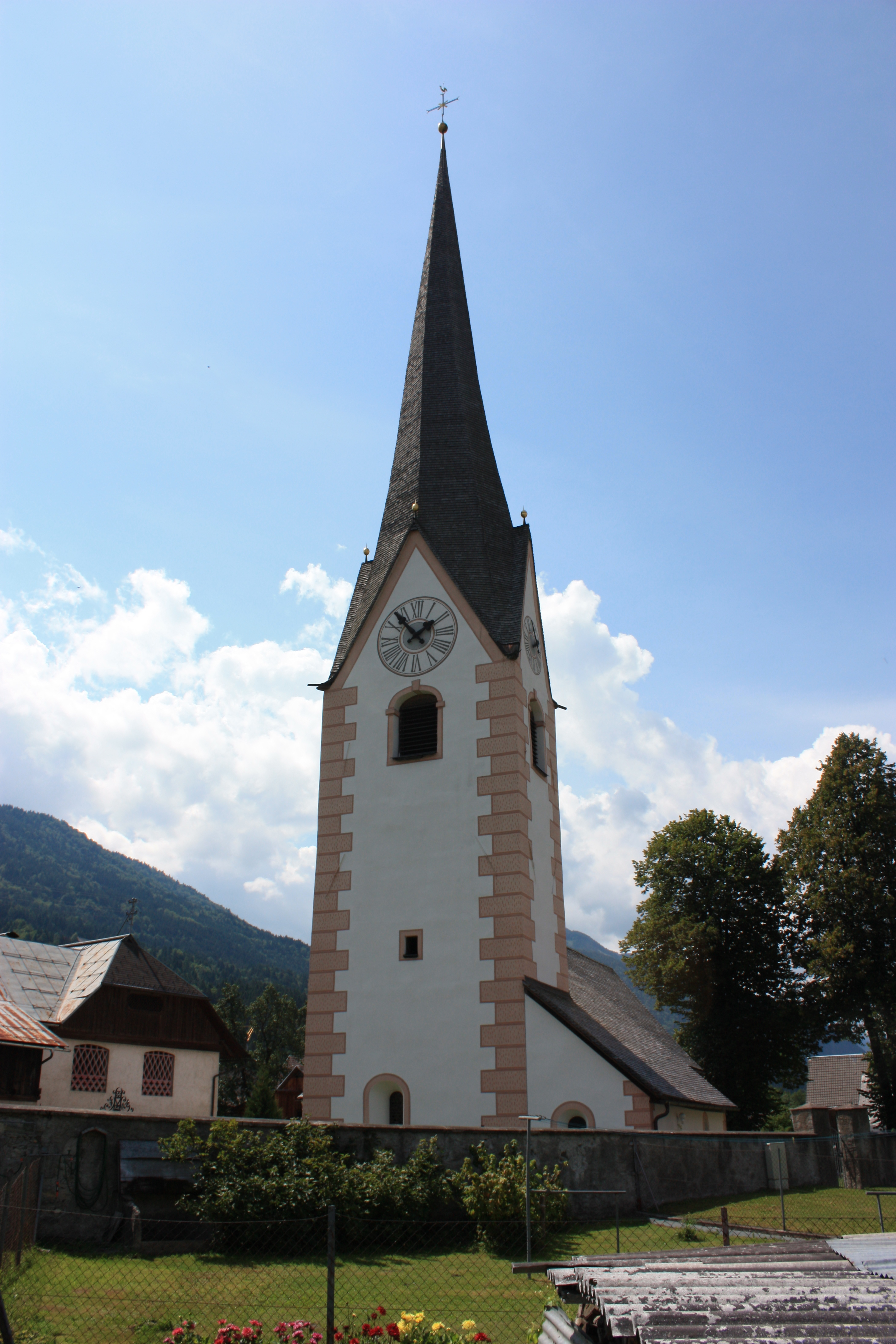
De kerk van Tröpolach